# Jemima Russell
Jemima Russell (5 de mayo de 1999) es una deportista de Australia que compite en atletismo. Ganó una medalla de plata en el Campeonato Mundial de Atletismo Sub-20 de 2018, en la prueba de 4 × 400 m.